# Dirt (chanson)
Pour les articles homonymes, voir Dirt.
Pistes de Dirt
Junkhead God Smack
Dirt est une chanson du groupe de rock américain Alice in Chains. C'est le huitième titre de l'album Dirt sorti en 1992, selon la version officielle de l'album. Il a été présenté au public pour la première fois en 1991, lors de la tournée de promotion pour l'album Facelift. 